# Propriété du prince Jovica Milutinović à Sanković
La propriété du prince Jovica Milutinović à Sanković (en serbe cyrillique : Окућница кнеза Јовице Милутиновића ; en serbe latin : Okućnica kneza Jovice Milutinovića) se trouve à Sanković, dans la municipalité de Mionica et dans le district de Kolubara, en Serbie. Elle est inscrite sur la liste des monuments culturels protégés de la République de Serbie (identifiant no SK 1064),,,.

## Présentation
La propriété s'est formée au début des années 1830, appartenant au prince (knèze) Jovica Milutinović, l'une des figures des premiers et seconds soulèvements serbes contre les Ottomans. Il en subsiste aujourd'hui un konak (résidence), un vajat et un ambar (grenier).
Le konak, constitué de quatre pièces, est construit sur de hautes fondations en pierres, avec un sous-sol qui s'étend sous la surface de tout l'édifice. Il est construit selon la technique des colombages, avec un remplissage d'adobes. Le bâtiment est recouvert d'un toit en tuiles à quatre pans.
Le vajat est constitué de poutres massives. Composé d'une pièce unique, il servait de logement, un peu comme une petite caserne, pour les soldats du prince ; des ouvertures étroites dans les planches servaient de meurtrières.
L'ambar, quant à lui, est édifié en bois, avec une base rectangulaire, et destiné au stockage du grain.
Une plaque en pierre, placée par le prince Jovica Milutinović en 1832, établit toute sa généalogie familiale, ce qui lui confère une valeur historique exceptionnelle.